# Хоккейный матч «Водник» — «Байкал-Энергия» (2017)
Матч второго этапа чемпионата России по хоккею с мячом «Водник» (Архангельск) — «Байкал-Энергия» (Иркутск) состоялся 26 февраля 2017 года на стадионе «Труд». Во втором тайме при счёте 0:0 команды забили 20 автоголов, автором 11 из которых стал нападающий хозяев Олег Пивоваров. Поединок завершился со счётом 11:9 в пользу иркутян, но его первоначальный результат был аннулирован. Переигровка прошла 3 марта в подмосковном посёлке городского типа Обухово на стадионе одноимённого спорткомплекса. «Байкал-Энергия» вновь победила — 4:3.

## Положение клубов перед игрой
| М | Команда                            | И | В | Н | П | Мячи    | ±   | О  |
| - | ---------------------------------- | - | - | - | - | ------- | --- | -- |
| 1 | «СКА-Нефтяник» (Хабаровск)         | 8 | 8 | 0 | 0 | 88 − 31 | +57 | 24 |
| 2 | «Байкал-Энергия» (Иркутск)         | 7 | 7 | 0 | 0 | 47 − 23 | +24 | 21 |
| 3 | «Уральский трубник» (Первоуральск) | 8 | 7 | 0 | 1 | 37 − 19 | +18 | 21 |
| 4 | «Енисей» (Красноярск)              | 8 | 6 | 1 | 1 | 52 − 21 | +31 | 19 |
| 5 | «Волга» (Ульяновск)                | 8 | 1 | 1 | 6 | 31 − 59 | −28 | 4  |
| 6 | «Водник» (Архангельск)             | 7 | 1 | 0 | 6 | 19 − 37 | −18 | 3  |
| 7 | «Динамо» (Казань)                  | 8 | 0 | 0 | 8 | 19 − 54 | −35 | 0  |
| 8 | «Динамо» (Москва)                  | 8 | 0 | 0 | 8 | 25 − 74 | −49 | 0  |

И — игры, В — выигрыши, Н — ничьи, П — проигрыши, Мячи — забитые и пропущенные голы, ± — разница голов, О — очки

## Матч
| 26 февраля 2017 19:00 мск | Водник | 9:11 (0:0, 9:11) | Байкал-Энергия | Стадион «Труд», Архангельск Зрителей: 1500 |

| Отчёт | Отчёт                       | Отчёт | Отчёт                                                 | Отчёт                                    |
| --- | --------------------------- | --- | ----------------------------------------------------- | ---------------------------------------- |
| |                             | |                                                       |                                          |
| | Данил Дорохин — 00:00-90:00 | Вратари | 00:00-45:00 — Денис Рысев 45:01-90:00 — Максим Негрун | Судья: Григорий Минаев (Санкт-Петербург) |
| |                             | |                                                       | Судья: Григорий Минаев (Санкт-Петербург) |
| Павел Пожилов 31' Иван Козлов 46' Олег Пивоваров 68', 72', 75', 84', 86', 87', 88', 89', 89', 89', 90' (авт.) |                             | Руслан Тремаскин 46' Игорь Вассерман 77' (авт.) Александр Егорычев 31' 77' (авт.) Евгений Шадрин 78' (авт.) 88' Илья Грачёв 79', 81' (авт.) Павел Дубовик 79', 83' (авт.) 86' Тимур Кутупов 80', 82' (авт.) |                                                       | Судья: Григорий Минаев (Санкт-Петербург) |
| |                             | |                                                       | Судья: Григорий Минаев (Санкт-Петербург) |
| |                             | |                                                       | Судья: Григорий Минаев (Санкт-Петербург) |
| |                             | |                                                       | Судья: Григорий Минаев (Санкт-Петербург) |
| 20 мин | Штраф                       | 35 мин |                                                       | Судья: Григорий Минаев (Санкт-Петербург) |
| |                             | |                                                       |                                          |
| |                             | |                                                       |                                          |

Уклонение обеих команд от честной борьбы могло быть связано с «подбором» будущих соперников по четвертьфиналу (игра в Архангельске началась примерно через 4 часа после окончания всех остальных матчей дня). Представители «Водника» утверждают, что протестовали против действий руководства Федерации хоккея с мячом России (влияния представителей судейского корпуса на результат матча, отстранения от работы Сергея Ивановича Ломанова, изменения регламента Суперлиги). «Байкал» поддался на провокацию.
Вопреки мнению обывателей,[уточнить] матч нельзя отнести к категории «договорных матчей» в привычном понимании этого слова, так как в данном случае «договориться» клубам не удалось. Зато из слов начальника команды «Водник» Дмитрия Минина, на шоу «Фетисов», можно сделать вывод, что это пытались сделать за них ещё до игры представители судейского корпуса ФХМР.

## Последствия
- Переигровка 3 марта на нейтральном поле (Обухово, Московская область)[9]
- Дисквалификация начальника «Водника» Дмитрия Минина, главных тренеров команд Игоря Гапановича и Евгения Ерахтина на 2,5 года
- Отстранение старших тренеров клубов Николая Яровича и Валерия Грачёва[10] на два года, форварда Олега Пивоварова — на 6 месяцев
- Условная дисквалификация шести хоккеистов «Байкала», забивавших в свои ворота, на полгода[11]
- Оба клуба оштрафованы на 300 тысяч рублей[12]
- Исполняющим обязанности главного тренера «Водника» до конца сезона 2016/2017 назначен Александр Тюкавин. На аналогичную должность в «Байкале» переведён спортивный директор Владимир Янко[13]
- Грачёв, Ерахтин, Янко и директор иркутской команды Василий Донских лишены премиальных выплат, Грачёву также объявлен выговор[14]
- Финансовый аудит Федерации хоккея с мячом России[15]
- На ток-шоу «Фетисов» 5 марта начальник команды «Водник» Дмитрий Минин заявил, что глава Федерации хоккея с мячом России Борис Скрынник угрожал жизни и здоровью членам его семьи[16]
- 24 марта в Хабаровске «Водник» и «Байкал-Энергия» вновь сыграли друг с другом в полуфинале Суперлиги. Иркутяне победили со счётом 4:1[17], но через два дня в решающем матче уступили «СКА-Нефтянику» (2:6), став серебряными призёрами чемпионата России
- В мае тренерский совет Федерации хоккея с мячом Казахстана вынес решение о том, возможно ли возвращение в сборную нападающего «Водника» Олега Пивоварова[18]
- Главным тренером «Байкала» в начале сезона 2017/2018 стал Андрей Пашкин[19], «Водник» возглавил Сергей Лихачёв[20] (оба уволились в декабре 2017 года)
- Изменение формулы проведения Суперлиги в сезоне 2017/2018[21][22][23][24][25]

## Переигровка
| 3 марта 2017 13:00 | Водник | 3:4 (0:3, 3:1) | Байкал-Энергия | Спорткомплекс «Обухово», Московская область Зрителей: 1700 |

| Отчёт | Отчёт       | Отчёт | Отчёт       | Отчёт                                |
| --- | ----------- | --- | ----------- | ------------------------------------ |
| |             | |             |                                      |
| | Андрей Рейн | Вратари | Денис Рысев | Судья: Дмитрий Добрянский (Кемерово) |
| |             | |             | Судья: Дмитрий Добрянский (Кемерово) |
| Янис Бефус с 4' по 6' · Евгений Дергаев 7' · Иван Козлов 22' 53' · Алексей Гладышев 59' · Александр Антонов 65' · Сергей Перминов 80' (пен.), 85' |             | Тимур Кутупов 7' Евгений Иванушкин 28', 32', 62' Станислав Исмагилов 31' Тимофей Безносов 42' Игорь Вассерман 57' Максим Гавриленко 72' Евгений Шадрин 79' |             | Судья: Дмитрий Добрянский (Кемерово) |
| |             | |             | Судья: Дмитрий Добрянский (Кемерово) |
| |             | |             | Судья: Дмитрий Добрянский (Кемерово) |
| |             | |             | Судья: Дмитрий Добрянский (Кемерово) |
| 30 мин | Штраф       | 50 мин |             | Судья: Дмитрий Добрянский (Кемерово) |
| |             | |             |                                      |
| |             | |             |                                      |